# تمساح (فیلم ۲۰۰۰)
تمساح (انگلیسی: Crocodile) فیلمی در ژانر ترسناک به کارگردانی توبی هوپر است که در سال ۲۰۰۰ به صورت ویدئویی منتشر شد. از بازیگران آن می‌توان به هریسون یونگ اشاره کرد.